# Strix Television
Strix Television var ett svenskt tv-produktionsbolag som ägdes av Fremantle.  
Strix Television etablerades i Sverige 1988 och var ett av de största tv-produktionsbolagen i Norden.
I augusti 2023 meddelades att Strix Television skulle slås ihop med Fremantle Sverige och Baluba i ett samlat bolag varpå Strix Television upphörde som varumärke. 
Företaget skördade bland annat internationella framgångar inom programformatet dokusåpa. Verkställande direktör för det internationella bolaget var till 2012 Calle Jansson. Från 2008 till 2015 var Henrik Stenlund VD för Strix Sverige och Tesso Akander blev VD 2015.  
Strix utvecklade och sålde programformat som Farmen, samt producerade utländska format som anpassades för olika marknader som Expedition: Robinson. Fler exempel på egna programformat är Förkväll, Berg flyttar in, Design: Simon & Tomas, Grannfejden, Grotesco Royal och Klass 9A. Till långkörarna hör Insider och Efterlyst som hittills har sänts i 11 respektive 42 säsonger. Utländska programformat som Strix producerade svenska versioner av var till exempel Top Model och Från koja till Slott.
Strix tilldelades flera olika nomineringar och priser för sina produktioner. Ett exempel var Insider som vann Aftonbladets tv-pris i kategorin ”Bästa samhällsprogram” såväl 2004 som 2005. 2007 fick både Insider och Efterlyst varsin nominering i samma kategori. I tv-priset Kristallen 2007 vann Efterlysts programledare Hasse Aro utmärkelsen ”Årets manlige programledare”. 2006 vann serien Grotesco Royal SVT:s tävling Humorlabbet.

## Historik

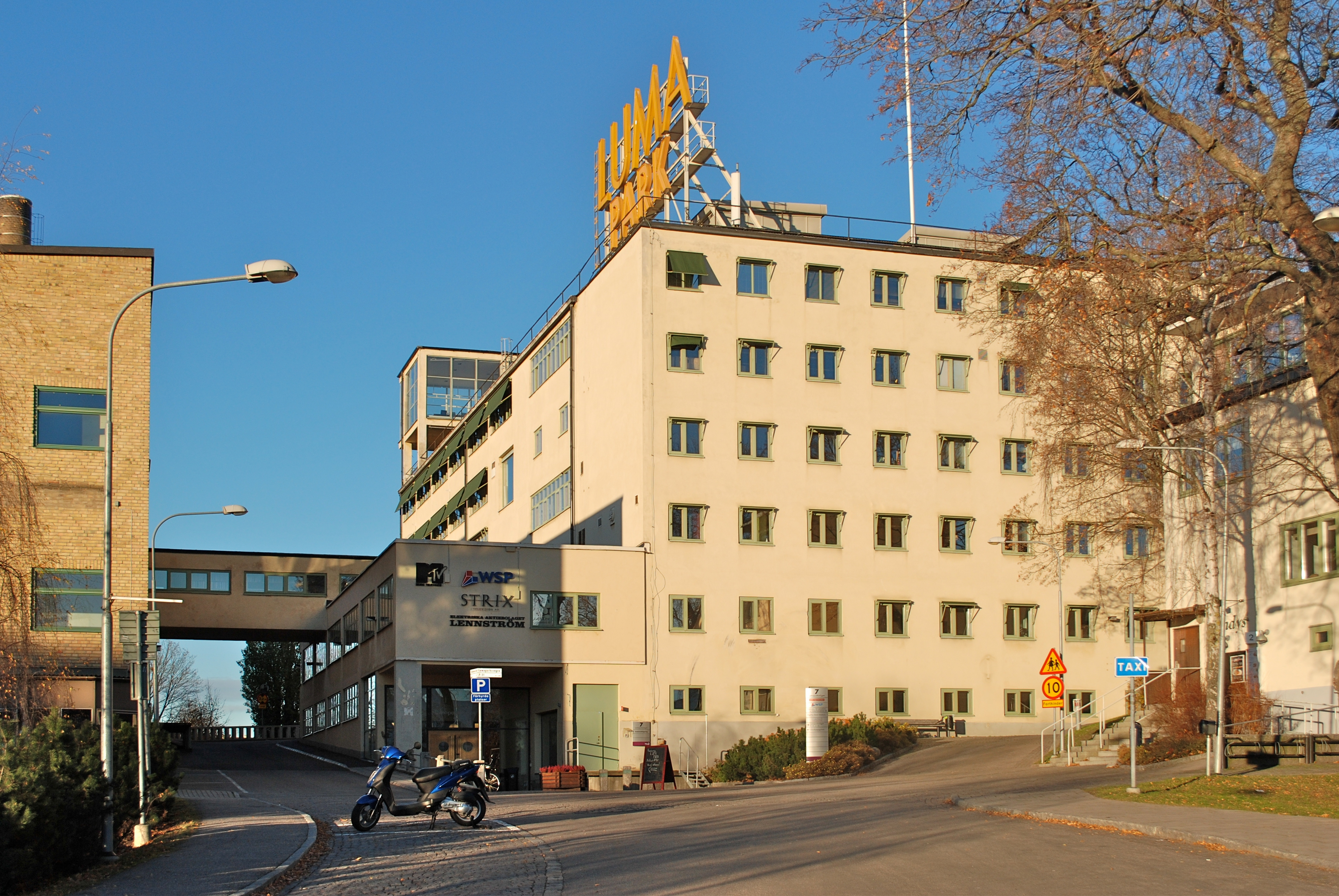
Strix i Luma Park i Stockholm, november 2010.

Strix etablerades år 1988 inom Kinneviksfären. Bolaget kontrollerades i början av Kinnevik (Medvik) som ägde 70 procent, medan personalen (bland andra Robert Aschberg och Pelle Törnberg) ägde resterande 30 procent. Flera anställda kom från SVT, och det första verksamhetsåret såldes flera program och inslag till det tidigare "TV-monopolet".
När en tredje svensk marksänd kanal skulle upplåtas i Sverige etablerades Rikstelevisionen ("Rix TV") via Strix som var en av huvudkandidaterna. I augusti 1991 slogs Rix TV och TV3:s ansökningar ihop och bildade "M3 Television". Kort därefter gick Stenbeck med på att dra tillbaka M3:s ansökan, mot en stor aktiepost i TV4.
År 1995 samlades huvuddelen av Kinneviks medieägande i koncernen Modern Times Group. I Strixkoncernen ingick då även Kanon Television, som producerade underhållning och evenemang, samt reklamfilmsproducenten Rally TV. MTG ägde även en större del av det konkurrerande produktionsbolaget MTV Produktion. Kanon TV såldes till MTV under 1995. Kinnevik avyttrade ägande i MTV först under år 2000.
Under år 2014 slogs MTG:s produktionsverksamhet ihop med Nice Entertainment Group och hamnade därmed i samma koncern som tidigare konkurrenterna Baluba och Titan Television. För Strix del innebar detta att en del verksamhet togs över av Nice Drama som specialiserade på dramaproduktion.
År 2021 blev Strix och 11 andra bolag produktionsbolag inom Nordic Entertainment Group sålda till Fremantle.
I augusti 2023 meddelades det att Strix skulle upphöra som eget bolag för att istället slås ihop med Fremantle Sverige och Baluba i ett samlat bolag.

## Tv-produktioner i urval
- Diskutabelt, 1989-1990, TV3
- Efterlyst, 1990-, TV3 och TV8
- Popitopp, 1991-1993, Kanal 1
- V som i viking, 1991, Kanal 1[16]
- I manegen med Glenn Killing, 1992, Kanal 1[17]
- Aschberg & Co, 1997, TV3
- Expedition Robinson, 1997-, SVT, TV3, TV4
- På rymmen, 1997-1999, TV4
- Villa Medusa, 1999-2001, Kanal 5
- Baren, 2000-, TV3
- Farmen, 2001-, TV4
- Club Goa, 2005-, TV3
- Adaktusson, 2007-2010, TV8
- Design: Simon & Tomas, 2007-, TV3
- Ballar av stål, 2007-2001, SVT och Kanal 5
- Grotesco, 2007-2009, SVT
- Grannfejden, 2007-2011, TV3
- Berg flyttar in, 2008-2012, TV4
- Ullared, 2009-2011, 2013-2021, Kanal 5
- Studio 12, 2011-, Handelsbanken TV[18]
- Stalkers, 2012-, TV3
- Stockholm Brinner, 2013, TV3
- Jakten på storsäljaren, 2015, Kanal 5[19]

## Ledning
Verkställande direktörer:
- Pelle Törnberg, 1988-
- Peter Lundin, -1996
- Johan Sundberg, 1996[20]-1997
- Anna Bråkenhielm, 1997-2005
- Robert Aschberg, 2005-2008
- Henrik Stenlund, 2008[21]-2015
- Tesso Akander, 2015[22]-2023[23]